# Frédéric Metz
Pour les articles homonymes, voir Metz (homonymie).

Logo de l'Université du Québec à Montréal.

Frédéric Metz, né à Neuchâtel (Suisse) le 9 août 1944 et mort le 10 août 2014  à Montréal (Québec), est un designer québécois d'origine suisse.

## Biographie
Frédéric Metz est arrivé au Québec en 1967, pendant l'Exposition universelle de 1967, seulement un an après avoir obtenu son diplôme à la prestigieuse Kunstgewerbeschule de Bienne. Il a commencé sa carrière comme directeur artistique chez GSM Design. Il a consacré plus de trois décennies au développement du secteur du design graphique à l'UQAM et a contribué de manière significative à l’essor et au rayonnement du design au Québec. Sa vision de la discipline et son franc-parler ont fait de lui une figure publique incontournable du domaine. 
Communicateur exceptionnel et référence en matière de design dans les médias, il a animé pendant deux saisons l’émission Design au Canal Savoir et, en 2012, a publié design? Beauté et fonction passées au crible, ouvrage apprécié pour sa limpidité et, surtout, son caractère didactique.
Membre fondateur du Centre de design et de l’École supérieure de mode de l'UQAM, M. Metz a aussi façonné le programme de baccalauréat en design graphique de l'École de design à ses tout débuts. Il en a été le directeur pendant 15 ans, en plus d’avoir dirigé le Centre de design pendant cinq ans. Reconnu dans le milieu comme un excellent formateur, ce passionné a marqué plusieurs générations de designers graphiques. Plusieurs organisations, tant locales qu’internationales, doivent à Frédéric Metz leurs logos, concepts graphiques ou imagerie. C’est le cas, entre autres, des chaussures Browns, du designer Oscar de la Renta, de l'Aéroport international Montréal-Mirabel, de l'Hôtel Méridien, des restaurants de la Royal Bank Plaza à Toronto et du Musée des arts décoratifs de Montréal.
« Le Québec ne possède pas une tradition particulièrement riche en design graphique, et, néanmoins, grâce à la fructueuse carrière de M. Metz au sein de l’UQAM et de son École de design, il obtient aujourd’hui une reconnaissance qui dépasse les frontières. Nous sommes désormais perçus mondialement comme une société innovante en matière de création graphique en grande partie grâce aux standards d’excellence qui ont été instaurés lors du passage de M. Metz à la direction de l’École de design de l’UQAM et au sein de son corps professoral », témoigne Philippe Lamarre, président d’Urbania. 
Rappelons aussi que c’est le designer qui a inscrit l'accent grave sur le logo de l'UQAM en 1997 : un geste contesté au début, devenu une fierté et une marque de distinction aujourd’hui.
Frédéric Metz a reçu l'Icograda Achievement Award de l'International Council of Communication Design (Icograda) pour l'ensemble de ses réalisations comme designer, professeur et communicateur en 2013. En 2008, il obtient le Prix excellence en enseignement pour sa carrière d'enseignant universitaire. Il a été élu membre de plusieurs associations, dont le Type Directors Club de New York, l'Alliance Graphique Internationale (AGI), l'Académie royale des arts du Canada et la Société des designers graphiques du Québec (SDGQ).

## Publications
Il est l'auteur du livre Design?, qui s'est vendu à plus de 6 000 exemplaires. 
Il a également participé à de nombreuses émissions de radio et de télévision, et a signé une chronique dans le magazine Grafika.